# 大阪市立南小学校
大阪市立南小学校（おおさかしりつ みなみしょうがっこう）は、大阪市中央区にある公立小学校。

## 概要
都心部のドーナツ化に伴う児童の減少により、1987年に当時の南区にあった大宝（だいほう）・道仁（どうにん）・芦池（あしいけ）の3小学校を統合して設置された。学校敷地は旧大宝小学校のものを転用している。さらに1995年には大阪市立精華小学校を統合している。前身校4校はいずれも、明治時代初期からの古い歴史を持つ学校だった。
校区は難波・心斎橋・島之内など広い地域にわたっている。
校章は大宝・道仁・芦池の旧校3校の校章を元に、大阪市立工芸高等学校デザイン科にデザインを依頼し、候補作3作の中から保護者アンケートの結果も参考にして選定された。
2010年代以降、外国にルーツをもつ児童の在籍数および全児童に占める割合が急増していることを反映して、地域と協働しての多文化共生教育・国際理解教育に力を入れている。多文化共生教育・国際理解教育と密接に関連する取り組みとして、地域学習や人権教育の分野にも力を入れている。2018年度にユネスコスクールに認定された。

## 沿革
本項では南小学校に加え、直接の前身校となる大宝・道仁・芦池・精華の4小学校、さらに前身校に合併して廃校となった学校の沿革についても記述する。

### 前身諸校の創立
1872年の学制発布を受け、当時の大阪・南区に次々と小学校が設置された。これらが再編される形で、明治時代中期から昭和初期までに計7校の小学校となった。

#### 大宝小学校・御津小学校
1872年3月15日に南大組第十区小学校（大宝小学校）、1873年12月13日に南大組第九区小学校（千年小学校）が開校した。
大宝小学校は1873年に最終所在地（現在の南小学校敷地）に移転した。大宝・千年の両小学校は1886年に合併し、清泉尋常小学校となった。旧大宝校を本校・旧千年校を分校とした。1893年には大宝尋常小学校の名称に復している。
また旧千年小学校敷地を使用し、1900年に大阪市立第二高等女学校（1901年大阪府立清水谷高等女学校に合併し廃校）、1906年に大阪府島之内高等女学校（現在の大阪府立夕陽丘高等学校）が開校している。
また後年に大宝小学校に合併する御津小学校については、1872年8月25日に清水小学校、1873年2月12日に三津小学校の2校がそれぞれ設置された。2校は1880年に合併し、南区西清水町（現在の中央区西心斎橋）・旧清水小学校敷地に三津清水小学校を設置した。三津清水小学校は1886年に御津尋常小学校へと改称した。

#### 道仁小学校
1873年3月、南大組第十一区小学校（道仁小学校）が開校した。1886年には雄帷（おとも）尋常小学校と称した。この名称は、この地が平安時代に雄帷郷と呼ばれていた故事に由来する。雄帷郷は、大伴氏にゆかりのある地名だともされる。1893年には道仁尋常小学校の名称に戻している。

#### 芦池小学校・渥美小学校
1873年6月24日、南大組第六区小学校（芦池小学校）が創立した。1887年には芦池尋常小学校へ改称している。
また渥美小学校については、1872年9月18日に南大組第五区小学校（渥美小学校）として創立した。安堂小学校などの名称を経て、1886年に渥美尋常小学校となった。

#### 精華小学校・河原小学校
精華小学校は1873年2月9日、南大組第十四区小学校として、西坂町20番地・法祐寺境内で開校した。坂町小学校・新川小学校・相生小学校などと改称したのち、1900年6月には戎橋筋（最終所在地）に移転し、移転とともに精華尋常小学校と称した。
精華小学校は1929年に鉄筋コンクリート造の新校舎を、住民の資金で設立した。大阪市では、1927年3月まで学区制を取っていた。ここでの学区制は「校区・通学区域」の意味ではなく、市内を学校設置・運営区域の財産区としての学区に分け、学校にかかる費用は大阪市の直営ではなく地域の財産として運営する制度のことを指す。しかし、市内の学区間すなわち地域間の経済格差などにより学校の設備格差が目立つなどの弊害が顕在化したことから、学区制を廃止して大阪市が一元的に小学校を運営する方式へと変更された。精華学区では学区制廃止が決まったことを受けて、地域の財産・象徴として、また地域から将来のこどもたちおよび学校に残すものとして、かねてから学区として校舎改築を目指して積み立てていた積立金などをもとに、学区・地域の力で豪華な校舎を作って寄付することになった。校舎設計は建築家・増田清が手がけ、1927年3月に起工し1929年に竣工した。アーチ状の梁や天井、シャンデリア照明などを備え、文化財的にも価値を持っていたと評価されていた。当時の学校では、児童の机は2人掛けの机が一般的だったが、精華校では児童が高さを調節できる1人掛けの机とイスを導入した。校舎設置当初はエレベーターやスチーム暖房まで設置されていたというが、豪華すぎるとして戦時中に撤去されている。
また後年に精華小学校に合併することになる河原小学校については、1891年に当時の西成郡難波村に、難波尋常高等小学校川東分校として設立された。1893年に西成郡難波第三尋常小学校として独立した。難波村が1897年に大阪市に編入されたことに伴い、同年より大阪市難波第三尋常小学校と称した。難波第三尋常小学校は1921年、難波河原尋常小学校へと改称している。

### 国民学校
明治時代中期以降昭和時代初期まで、現在の校区にあたる地域には、精華・大宝・御津・渥美・道仁・芦池・河原の7小学校が設置されていた。
国民学校令により、1941年に各尋常小学校は国民学校へと改編された。基本的に従来の小学校名をそのまま国民学校の名称として受け継いだが、難波河原尋常小学校については冠称の「難波」をとり河原国民学校となった。
1943年には大阪市の行政区の22区への分増区と区の境界調整を全市的におこなう再編により、河原国民学校校区が浪速区から南区に編入された。

### 中等学校への校舎転用
大阪市では明治時代後期以降、旧制中学校や高等女学校など中等教育諸学校の入学難状態が慢性化していた。中等学校の入学難解消の一環として、大阪市では1940年代前半、市立の中等学校を増設する策をとった。
また太平洋戦争の戦時体制の一環として、1943年10月に出された教育ニ関スル戦時非常措置方策により、男子商業学校は一部の例外を除いて工業学校・農業学校・女子商業学校などに改編するよう求められた。これに伴って大阪市立の男子商業学校は一部を除いて工業学校に戦時転換され、それを受けた商業学校不足に対応して市立の女子商業学校を増設して戦時動員を図る体制がとられた。
大阪市では、中等学校の校地を探し校舎を新設する余裕がないとして、既存の国民学校を近隣校に統合させる形で廃校とし、空いた校舎を中等学校として転用する策をとった。
地域では御津・芦池・河原の3校が校舎転用の対象となった。
御津国民学校は1944年に大宝国民学校に統合されて閉校となった。跡地に御津女子商業学校が新設された。
芦池国民学校は1944年に渥美国民学校に統合されて閉校となった。跡地に芦池女子商業学校が新設された。
河原国民学校は1944年に精華国民学校に統合されて閉校となった。跡地には河原女子商業学校が設置された。
1944年時点では、地域の国民学校は精華・大宝・渥美・道仁の4校となった。

### 学童疎開
太平洋戦争の戦局悪化により、政府は1944年、大阪市を含む大都市の国民学校初等科児童を学童疎開させる方針を決定した。疎開は縁故を原則としたが、縁故疎開に頼らない児童は学校単位で集団疎開を実施することになった。大阪市では国の方針を受けて学童疎開を具体化し、当時の22行政区各区ごとに集団疎開先の府県を指定した。当時の南区では滋賀県への疎開が割り当てられ、1944年8月下旬以降疎開先へと出発した。
大宝国民学校は犬上郡高宮町（現・彦根市）、東甲良村・西甲良村（現・甲良町）、多賀村（現・多賀町）、道仁国民学校は愛知郡愛知川町・秦川村（以上、現在の愛荘町）、日枝村（現・豊郷町）、精華国民学校は愛知郡東押立村・豊椋村・西小椋村・角井村（いずれも現在の東近江市）、渥美国民学校は長浜市へ、それぞれ集団疎開が実施された。

### 戦災による休校・統廃合
1945年3月13日深夜から翌3月14日未明にかけての第一次大阪大空襲では、当時の南区は壊滅的な被害を受けた。大阪大空襲により渥美国民学校は全焼している。大宝・道仁・精華の各校は校舎被災を免れたものの、校区に大きな被害を受けた。空襲被害以降、各校とも児童数が激減し、渥美校に至っては1945年度の新入生は0だった。
また太平洋戦争の終戦に伴い、大阪商科大学の杉本町学舎はGHQに接収された。そのため大阪商科大学は、焼け残った道仁小学校校舎に仮校舎を置くことになった。
大阪市では、校舎の焼失・地域の被災での校区児童数減少や、校舎を別用途に転用することになったなどの状況になった国民学校については、終戦直後に休校扱いとし、近隣校に統合集約することにした。そのため1945年秋より南区の近隣の学校は大宝国民学校を借用して授業を実施し、1946年には道仁・精華・渥美・高津の4校を休校として大宝国民学校に統合することになった。
現在の南小学校校区にあたる地域では、終戦直後の1946年には大宝国民学校1校のみとなった。
精華国民学校は休校中、大阪市の文化施設や店舗などに転用された。戦中に休止状態になっていた大阪市立図書館は「大阪市立育英図書館」の名称で、1946年に精華国民学校敷地を使用して復興開館している。

### 学校再開から統合へ
1947年には学制改革により、大阪市立大宝小学校が発足した。
その後戦災からの復興により、休校となった学校の再開を求める地域住民の声があがるようになった。
1948年には大阪市立精華小学校が再開した。再開の際に、元々の精華小学校校区および1944年に統合した河原小学校校区のほか、戦災で休校となっていた高津小学校校区を精華小学校校区に編入した形になった。高津小学校は1952年に大阪市立高津小学校として再開している。
芦池小学校校区は1944年に渥美小学校に合併されたのち、戦後は渥美小学校の休校に伴い大宝小学校校区に編入された形になっていた。芦池小学校跡地に設置された芦池女子商業学校は、男子校だった住吉商業学校を芦池校舎に移転させて同居させて、芦池女子商業・住吉商業の両校が合併する形で、男女共学の新制大阪市立住吉商業高等学校として授業を開始した。住吉商業高等学校は1952年、住吉区南加賀屋町（現在の住之江区御崎）の旧住吉商業学校敷地に復帰した。住吉商業高等学校の退去後、地域住民の学校再開の希望を受け、1952年に元の芦池小学校敷地で、大阪市立芦池小学校が再開している。
大阪市立道仁小学校は1954年に再開している。
1954年以降、地域には大宝・道仁・芦池・精華の4小学校が立地する形になった。なお戦前の渥美・御津・河原の3校は再開することなく廃校となっている。

### 南小学校への統合
地域には4つの小学校が再開したものの、都心部のドーナツ化現象による地域人口の減少に加え、1960年代後半以降越境入学に対して厳しい対応がとられるようになったことも加わり、1970年代頃から児童数の減少傾向が目立つようになった。
そのため大宝・道仁・芦池の3小学校統合の構想が具体化した。統合校は大阪市立南小学校と名付けられ、旧大宝小学校の敷地を転用して1987年4月1日付で開校した。
さらに精華小学校でも児童数が減少したことから統合の構想が打ち出され、南小学校に合流することになった。精華小学校は1995年3月31日付で閉校となり、翌4月1日付で南小学校に統合されている。

### 年表

#### 南小学校
- 1987年 - 大宝・道仁・芦池の3小学校統合で、大阪市立南小学校が開校。
- 1995年 - 精華小学校を統合。
- 2016年 - 文部科学省から人権教育研究推進事業指定校に指定される。
- 2018年 - ユネスコスクールに認定される[2]。

#### 前身校
大宝小学校
- 1872年5月15日 - 南大組第十区小学校が開校。のち大阪市大宝尋常小学校と称する。
- 1886年 - 千年小学校（南大組第九区小学校として1872年設立）を合併。
- 1941年 - 大阪市大宝国民学校に改称。
- 1944年2月25日 - 御津国民学校は大宝国民学校に合併し廃校。御津校敷地は御津女子商業学校へ転用。
  - 御津国民学校 -  三津（1873年設立）・清水（1872年設立）の2校が1880年に統合し、三津清水小学校が開校。のち大阪市御津尋常小学校、1941年大阪市御津国民学校と称する。
- 1946年4月1日 - 戦災により、精華・道仁・渥美・高津の4校休校、大宝国民学校へ統合。
- 1947年 - 学制改革により大阪市立大宝小学校が発足。
- 1948年4月1日 - 大阪市立精華小学校が再開校（精華・高津校区を分離）。
- 1952年 - 大阪市立芦池小学校が再開校。
- 1954年 - 大阪市立道仁小学校が再開校。
- 1970年 - 大阪府教育委員会から特殊教育（障害児教育）の研究校に指定される。
- 1987年3月31日 - 閉校。

道仁小学校
- 1873年3月 - 南大組第十一区小学校が開校。のち大阪市道仁尋常小学校と称する。
- 1941年 - 大阪市道仁国民学校に改称。
- 1946年 - 校舎を大阪商科大学の仮校舎に明け渡し休校。大宝国民学校に統合。
- 1954年 - 大阪市立道仁小学校として再開。
- 1987年3月31日 - 閉校。

芦池小学校
- 1873年6月24日 - 南大組第六区小学校が開校。のち芦池尋常小学校と称する。
- 1941年 - 大阪市芦池国民学校に改称。
- 1944年4月1日 - 芦池国民学校は渥美国民学校に合併し廃校。芦池校の校舎は芦池女子商業学校に転用。
  - 渥美国民学校 - 1872年9月18日南大組第五区小学校として開校。のち渥美尋常小学校。1941年渥美国民学校と称する。
- 1945年 - 渥美国民学校、空襲で全焼。
- 1946年 - 戦災により、渥美国民学校は大宝国民学校に統合され休校・のち廃校。
- 1952年4月1日 - 旧芦池校敷地で、大阪市立芦池小学校として復興・再開校。
- 1987年3月31日 - 閉校。

精華小学校
- 1873年2月9日 - 南大組第十四区小学校として開校。のち坂町小学校・相生小学校などと改称。
- 1900年 - 戎橋筋（最終所在地）に移転。移転と同時に、従来の大阪市相生尋常小学校から大阪市精華尋常小学校へ改称。
- 1941年 - 大阪市精華国民学校に改称。
- 1944年4月1日 - 河原国民学校は精華国民学校に合併し廃校。河原校の校舎は河原女子商業学校に転用。
  - 河原国民学校 - 1891年西成郡難波村に難波尋常小学校川東分校を設置。1893年西成郡難波第三尋常小学校として独立開校。1921年大阪市難波河原尋常小学校、1941年河原国民学校。
- 1946年 - 休校。大宝国民学校に統合。
- 1948年4月1日 - 大阪市立精華小学校として再開校。戦前の精華・河原校区のほか、高津校区を編入。
- 1949年10月 - ユニセフの学校給食モデル校となる。
- 1952年 - 大阪市立高津小学校が再開校。
- 1968年 - 全日本健康優良学校特選校に選出される。
- 1995年3月 - 閉校。

## 旧校の跡地利用
道仁小学校跡には大阪市立中央会館・大阪市立島之内図書館・大阪市立中央スポーツセンターからなる複合施設が建設されている。
精華小学校跡は閉校後、生涯学習ルーム（1996年開設、2011年閉館）や精華小劇場（2004年開設、2011年閉館）に転用されていた。しかし大阪市が打ち出した市有地の売却方針により、地元住民にコミュニティ施設用地として貸付ける部分を除き、2013年に成信に売却された。跡地活用については紆余曲折を経た後、旧校舎の解体がおこなわれ、2019年6月に家電量販店・エディオンなんば本店が開業した。同店の建物の一部には、精華小学校の旧校舎をモチーフとした外観が取り入れられた。同店舗1階の一角には精華小学校メモリアルルームが設置され、同校にかかわる資料が展示されている。メモリアルルームは、店舗の営業時間内には自由に見学できる。
芦池小学校跡は大阪市立南幼稚園運動場となっている。また芦池小学校跡および南幼稚園運動場の敷地は、明治時代初期に設置された大阪書籍館（おおさかしょじゃくかん）の跡地にもあたる。大阪書籍館は大阪府内における図書館事業のはしりともされ、1876年に設置されたが1888年に廃館している。大阪書籍館跡は2016年、大阪市顕彰史跡第225号に指定された。
渥美小学校跡は現在の住所では、中央区南船場1丁目9番付近にあたる。大阪市立南中学校分校が置かれたのち、大阪市立南高等学校のグラウンドとなった。
御津小学校跡は、現在の住所では中央区西心斎橋1丁目6番付近にあたる。戦後大阪市立南中学校として使用されたのち、南中学校の移転後に大阪市立南小学校新校舎建設中の期間大阪市立大宝小学校が1年間使用、その後にビッグステップが建設された。
河原小学校跡は、現在の住所では中央区難波千日前5番付近にあたる。大阪市立南市民病院（1950年開院・1966年閉院）を経て河原センタービルが建設されている。

## 通学区域
- 大阪市中央区 心斎橋筋、東心斎橋、西心斎橋、難波、難波千日前、千日前、道頓堀2丁目、宗右衛門町、南船場、島之内 の全域。
- 大阪市中央区 道頓堀1丁目の一部、日本橋1丁目の一部、日本橋2丁目の一部。

## 出身者
旧・大阪市立大宝小学校
- 金沢庄三郎 - 言語学者・国語学者（大宝尋常小学校）
- 小出楢重 - 洋画家（大宝尋常小学校）
- 高山義雄 - 実業家（御津尋常小学校）

旧・大阪市立芦池小学校
- 山崎豊子 - 小説家（芦池尋常小学校）

旧・大阪市立道仁小学校
- 村上世彰 - 投資家

旧・大阪市立精華小学校
- 五味國枝 - 女優（精華尋常小学校）
- 末広まきこ - タレント、元参議院議員
- 九代目竹本綱太夫 - 義太夫節太夫（精華尋常小学校）
- 林家ペー - 落語家、漫談家
- 福井崇時 - 物理学者（精華尋常小学校）
- 藤山寛美 - 喜劇俳優

## 交通
- Osaka Metro御堂筋線・長堀鶴見緑地線 心斎橋駅5号・6号出入口から東へ約300m
- Osaka Metro堺筋線・長堀鶴見緑地線 長堀橋駅7号出入口から西へ約200m